# Kathleen Kennedy Cavendish
Kathleen Agnes Cavendish, Marquesa de Hartington (Brookline, 20 de fevereiro de 1920 — Saint-Bauzile, 13 de maio de 1948), nascida Kathleen Agnes Kennedy,[carece de fontes?] foi a quarta dos filhos do casal Joseph P. Kennedy e Rose Elizabeth Fitzgerald Kennedy, e uma das irmãs do Presidente dos Estados Unidos John F. Kennedy. Ela morreu em 1948, aos 28 anos de idade, em um acidente aéreo na França.

## Biografia
Quando o presidente Franklin D. Roosevelt apontou Joseph Kennedy como embaixador da Corte do Palácio de St. James, sua filha Kathleen passou um ano e meio morando em Londres. Bela e espirituosa, ela foi nomeada "a mais excitante debutante de 1938". Em 1943, ela retornou a Inglaterra para trabalhar num centro de recruta, estabelecido pelo Comitê Internacional da Cruz Vermelha. Apesar da oposição de sua mãe, uma católica, em 6 de Maio de 1944, Kathleen Kennedy, conhecida por amigos como "Kick", casou-se com William Cavendish, Marquês de Hartington, um protestante e filho mais velho e herdeiro de Edward Cavendish, 10° Duque de Devonshire. Quatro meses mais tarde, "Billy Hartington" foi morto por um atirador alemão, durante a Segunda Guerra Mundial. O irmão do marquês, Andrew, casou-se com Deborah Mitford e tornou-se herdeiro do ducado. A mãe de Lady Hartington, Rose Kennedy, alegadamente interpretou a morte de seu genro como uma retribuição de Deus.
Popular no círculo social de Londres e admirada por muitos, embora os tradicionais membros da sociedade britânica a desaprovassem, a precipitada jovem viúva tornou-se amante de Peter Wentworth-Fitzwilliam, 8° Conde Fitzwilliam. O casal planejava um casamento após o previsto divórcio de Fitzwilliam. Entretanto, durante uma viagem destinada a visitar Joseph Kennedy, que deu sua bênção a eles, Lady Hartington e Lord Fitzwilliam morrem num acidente aéreo, em Sainte-Bauzille, em Ardèche, na França.
Apenas seu pai (Joseph P. Kennedy, Sr.) representou a família Kennedy no seu funeral. Sua mãe Rose recusou-se a comparecer porque sabia das intenções de Kathleen de se casar fora da igreja católica. Pela mesma razão, acredita-se que Rose também proibiu os irmãos dela de comparecerem na ocasião. Rose Kennedy aparentemente acabou perdoando Kathleen, pois, em 1951, ficou encantada ao saber que sua primeira neta, Kathleen Hartington Kennedy (filha de Robert F. Kennedy), tinha sido nomeada a partir de sua falecida filha.
Kathleen Agnes Kennedy está enterrada num lote da família Cavendish, na Igreja de Saint Peter em Edensor, perto de Chatsworth House, Derbyshire. Entre as coroas que cobrem seu caixão, está uma carta escrita a mão de Winston Churchill.

## Árvore genealógica
Árvore genealógica baseada nos artigos da Wikipédia em inglês:
|  |  |        |        |        |        |        |        |  |  |      |      |      |      |      |      | P. J. Kennedy | P. J. Kennedy | P. J. Kennedy | P. J. Kennedy | P. J. Kennedy | P. J. Kennedy |                   |                   |                   |                   |                   |                   | Mary Augusta Hickey | Mary Augusta Hickey | Mary Augusta Hickey | Mary Augusta Hickey | Mary Augusta Hickey | Mary Augusta Hickey |           |           |           |           |           |           | John F. Fitzgerald | John F. Fitzgerald | John F. Fitzgerald | John F. Fitzgerald | John F. Fitzgerald | John F. Fitzgerald |              |              |              |              |              |              | Mary Josephine Hannon | Mary Josephine Hannon | Mary Josephine Hannon | Mary Josephine Hannon | Mary Josephine Hannon | Mary Josephine Hannon |         |         |         |         |         |         |  |  |                 |                 |                 |                 |                 |                 |  |  |  |  |  |  |  |  |  |  |
|  |  |        |        |        |        |        |        |  |  |      |      |      |      |      |      | P. J. Kennedy | P. J. Kennedy | P. J. Kennedy | P. J. Kennedy | P. J. Kennedy | P. J. Kennedy |                   |                   |                   |                   |                   |                   | Mary Augusta Hickey | Mary Augusta Hickey | Mary Augusta Hickey | Mary Augusta Hickey | Mary Augusta Hickey | Mary Augusta Hickey |           |           |           |           |           |           | John F. Fitzgerald | John F. Fitzgerald | John F. Fitzgerald | John F. Fitzgerald | John F. Fitzgerald | John F. Fitzgerald |              |              |              |              |              |              | Mary Josephine Hannon | Mary Josephine Hannon | Mary Josephine Hannon | Mary Josephine Hannon | Mary Josephine Hannon | Mary Josephine Hannon |         |         |         |         |         |         |  |  |                 |                 |                 |                 |                 |                 |  |  |  |  |  |  |  |  |  |  |
|  |  |        |        |        |        |        |        |  |  |      |      |      |      |      |      |               |               |               |               |               |               |                   |                   |                   |                   |                   |                   |                     |                     |                     |                     |                     |                     |           |           |           |           |           |           |                    |                    |                    |                    |                    |                    |              |              |              |              |              |              |                       |                       |                       |                       |                       |                       |         |         |         |         |         |         |  |  |                 |                 |                 |                 |                 |                 |  |  |  |  |  |  |  |  |  |  |
|  |  |        |        |        |        |        |        |  |  |      |      |      |      |      |      |               |               |               |               |               |               | Joseph P. Kennedy | Joseph P. Kennedy | Joseph P. Kennedy | Joseph P. Kennedy | Joseph P. Kennedy | Joseph P. Kennedy |                     |                     |                     |                     |                     |                     |           |           |           |           |           |           |                    |                    |                    |                    |                    |                    | Rose Kennedy | Rose Kennedy | Rose Kennedy | Rose Kennedy | Rose Kennedy | Rose Kennedy |                       |                       |                       |                       |                       |                       |         |         |         |         |         |         |  |  |                 |                 |                 |                 |                 |                 |  |  |  |  |  |  |  |  |  |  |
|  |  |        |        |        |        |        |        |  |  |      |      |      |      |      |      |               |               |               |               |               |               | Joseph P. Kennedy | Joseph P. Kennedy | Joseph P. Kennedy | Joseph P. Kennedy | Joseph P. Kennedy | Joseph P. Kennedy |                     |                     |                     |                     |                     |                     |           |           |           |           |           |           |                    |                    |                    |                    |                    |                    | Rose Kennedy | Rose Kennedy | Rose Kennedy | Rose Kennedy | Rose Kennedy | Rose Kennedy |                       |                       |                       |                       |                       |                       |         |         |         |         |         |         |  |  |                 |                 |                 |                 |                 |                 |  |  |  |  |  |  |  |  |  |  |
|  |  |        |        |        |        |        |        |  |  |      |      |      |      |      |      |               |               |               |               |               |               |                   |                   |                   |                   |                   |                   |                     |                     |                     |                     |                     |                     |           |           |           |           |           |           |                    |                    |                    |                    |                    |                    |              |              |              |              |              |              |                       |                       |                       |                       |                       |                       |         |         |         |         |         |         |  |  |                 |                 |                 |                 |                 |                 |  |  |  |  |  |  |  |  |  |  |
|  |  |        |        |        |        |        |        |  |  |      |      |      |      |      |      |               |               |               |               |               |               |                   |                   |                   |                   |                   |                   |                     |                     |                     |                     |                     |                     |           |           |           |           |           |           |                    |                    |                    |                    |                    |                    |              |              |              |              |              |              |                       |                       |                       |                       |                       |                       |         |         |         |         |         |         |  |  |                 |                 |                 |                 |                 |                 |  |  |  |  |  |  |  |  |  |  |
|  |  |        |        |        |        |        |        |  |  |      |      |      |      |      |      |               |               |               |               |               |               |                   |                   |                   |                   |                   |                   |                     |                     |                     |                     |                     |                     |           |           |           |           |           |           |                    |                    |                    |                    |                    |                    |              |              |              |              |              |              |                       |                       |                       |                       |                       |                       |         |         |         |         |         |         |  |  |                 |                 |                 |                 |                 |                 |  |  |  |  |  |  |  |  |  |  |
|  |  | Joseph | Joseph | Joseph | Joseph | Joseph | Joseph |  |  | John | John | John | John | John | John |               |               | Rose M.       | Rose M.       | Rose M.       | Rose M.       | Rose M.           | Rose M.           |                   |                   | Kathleen A.       | Kathleen A.       | Kathleen A.         | Kathleen A.         | Kathleen A.         | Kathleen A.         |                     |                     | Eunice M. | Eunice M. | Eunice M. | Eunice M. | Eunice M. | Eunice M. |                    |                    | Patricia           | Patricia           | Patricia           | Patricia           | Patricia     | Patricia     |              |              | Robert F.    | Robert F.    | Robert F.             | Robert F.             | Robert F.             | Robert F.             |                       |                       | Jean A. | Jean A. | Jean A. | Jean A. | Jean A. | Jean A. |  |  | Edward M. (Ted) | Edward M. (Ted) | Edward M. (Ted) | Edward M. (Ted) | Edward M. (Ted) | Edward M. (Ted) |  |  |  |  |  |  |  |  |  |  |